# Първенство на Футболната национална лига
Първенството на футболната национална лига е второто ниво на руския професионален футбол. До 1998 г. се казва Първа Лига, а от 1999 до 2010 – Първа Дивизия От 1992 до 2010 г. в руската Първа дивизия са участвали общо 110 отбора.
След края на сезона първите два отбора в крайното класиране влизат в Премиер Лига, третият и четвъртият играят плейоф за промоция с 13-ия и 14-ия от Премиер-лигата, а последните пет тима отпадат във Втора Дивизия. Официален спонсор на Футболната национална лига е Фонбет.

## История
През сезон 1992 и 1993 лигата е разделена на 3 регионални дивизии – зона запад, зона център и зона изток. Първите победители са Камаз, Жемчужина Сочи и Луч-Енергия Владивосток.
От 1994 до 1999 г. в Първа дивизия се състезават 22 отбора. През 2000 г. участниците са намалени на 20, а година по-късно остават 18. През 2003 г. отново се връща системата с 22 отбора. От 2009 г. в Първа дивизия се състезават 20 отбора. Последният шампион на старата Първа дивизия през 2010 г. е Кубан Краснодар. Промоция печелят Волга и ФК Краснодар.
С учреждаването на Футболна национална лига, първенството сменя наименованието си. Първият шампион на ФНЛ става Мордовия Саранск. От сезон 2012/13 г. във ФНЛ има 18 отбора, поради изключването на КАМАЗ и ФК Нижни Новгород от първенството. От сезон 2013/14 ФНЛ отново има 20 отбора, след като през изминалия сезон изпадат 2 отбора и на тяхно място влизат 5. През 2014/15 количеството на участващите отбори отново е съкратено до 18, докато през 2015/16 се състезават 20 тима, поради включването на дублиращите тимове на Спартак Москва и Зенит (Санкт Петербург).

## Победители
| Сезон   | Победител | Отбори, които също печелят промоции за Премиер лига |
| ------- | --- | --------------------------------------------------- |
| 1992    | Жемчужина (Сочи) (Запад), КАМАЗ (Набережние Челни) (Център), Луч (Владивосток) (Изток)                                | -                                                   |
| 1993    | Черноморец (Новороссийск) (Запад, не участва във Висшата лига), Лада Толиати (Център), Динамо-Газовик (Тюмен) (Изток) | -                                                   |
| 1994    | Черноморец (Новороссийск)                                                                                             | Ростселмаш                                          |
| 1995    | Балтика (Калининград)                                                                                                 | Лада Толиати, Зенит (Санкт Петербург)               |
| 1996    | Динамо-Газовик (Тюмен)                                                                                                | Шинник Ярославъл, Факел Воронеж                     |
| 1997    | Уралан Елиста | -                                                   |
| 1998    | Сатурн (Раменское) | Локомотив (Нижний Новгород)                         |
| 1999    | Анжи (Махачкала) | Факел Воронеж                                       |
| 2000    | Сокол Саратов | Торпедо-ЗИЛ (Москва)                                |
| 2001    | Шинник Ярославъл | Уралан Елиста                                       |
| 2002    | Рубин Казан | Черноморец Новороссийск                             |
| 2003    | ФК Амкар Перм | Кубан Краснодар                                     |
| 2004    | ФК Терек Грозни | Том Томск                                           |
| 2005    | Луч-Енергия Владивосток                                                                                               | Спартак (Налчик)                                    |
| 2006    | ФК Химки | Кубан Краснодар                                     |
| 2007    | Шинник Ярославъл | ФК Терек Грозни                                     |
| 2008    | ФК Ростов | Кубан Краснодар                                     |
| 2009    | Анжи (Махачкала) | Сибир Новосибирск, Алания (Владикавказ)             |
| 2010    | Кубан Краснодар | Волга (Нижний Новгород), ФК Краснодар               |
| 2011/12 | Мордовия (Саранск) | Алания (Владикавказ)                                |
| 2012/13 | ФК Урал | Том Томск                                           |
| 2013/14 | Мордовия (Саранск) | Арсенал (Тула), ФК Уфа, Торпедо (Москва)            |
| 2014/15 | Криля Советов (Самара)                                                                                                | Анжи                                                |
| 2015/16 | Газовик (Оренбург) | Арсенал (Тула), Том Томск                           |

## Отбори 2016/17
През сезон 2016/17 във ФНЛ участват 20 отбора.
| Клуб             | Град            | Стадион                          | Вместимост   | Инвеститори и спонсори                            |
| ---------------- | --------------- | -------------------------------- | ------------ | ------------------------------------------------- |
| Балтика          | Калининград     | Балтика                          | 14 660       | Калининградска област                             |
| Волгар           | Астрахан        | Централен                        | 17 500       | Газпром Астрахан                                  |
| Динамо Москва    | Москва          | Арена Химки                      | 18 000       | ВТБ                                               |
| Енисей           | Красноярск      | Централен Футбол-Арена Енисей    | 22 500 3000  | Красноярски край                                  |
| Зенит-2          | Санкт Петербург | МСА Петровски                    | 2835         | Газпром                                           |
| Кубан            | Краснодар       | Кубан (стадион)                  | 35 000       | Краснодарски край                                 |
| Луч-Енергия      | Владивосток     | Динамо                           | 10 200       | ДЕК, Приморски край                               |
| Мордовия         | Саранск         | Старт                            | 11 000       | Република Мордовия                                |
| Нефтехимик       | Нижнекамск      | Нефтехиик                        | 3000         | Нижнекамскнефтехим                                |
| Сибир            | Новосибирск     | Спартак                          | 12 500       | Сибмост, РАТМ, Мария-Ра                           |
| СКА-Енергия      | Хабаровск       | Ленин                            | 15 200       | Хабаровский край                                  |
| Сокол            | Саратов         | Локомотив                        | 15 000       | Завод за металоконструкции                        |
| Спартак-2        | Москва          | „Фьодор Черенков“ Откритие Арена | 2 700 45 000 | Лукойл                                            |
| Спартак (Налчик) | Налчик          | Спартак                          | 14 000       |                                                   |
| Тамбов           | Тамбов          | Спартак                          | 6 000        | Тамбовска област                                  |
| Тосно            | Тосно           | МСА Петровски (СПб)              | 2835         | Fort Group                                        |
| Тюмен            | Тюмен           | Геолог                           | 13 057       | Сибур                                             |
| Факел            | Воронеж         | Централен                        | 32 750       | ТНС Энерго                                        |
| ФК Химки         | Химки           | Арена Химки                      | 18 000       | град Химки                                        |
| Шинник           | Ярославъл       | Шинник                           | 22 990       | Яренерго, Ярославски завод за технически въглерод |

## ТВ права
През 2011 турнирът се излъчва за първи път по телевизията, след като Россия 2 закупува правата да излъчва 2 мача на живо от всеки кръг. От 2012 мачовете са излъчвани по канал Спорт 2.